# Teleki Blanka-díj

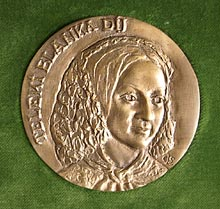
Teleki Blanka-díj

A Teleki Blanka-díjjal 2008 és 2012 között azoknak a pedagógusoknak a munkáját ismerték el, akik nevelő-oktató, fejlesztő munkájuk során kiemelkedő eredményességgel, odaadással tevékenykedtek a hátrányos helyzetű, halmozottan hátrányos helyzetű, szociális, egészségügyi okok miatt különleges gondoskodást igénylő gyermekek, tanulók segítésében.
A díjat Hiller István oktatási és kulturális miniszter a 15/2008. (IV. 24.) OKM rendeletével alapította.
A díjat minden évben a pedagógusnap alkalmából osztották ki, évente legfeljebb 100 személy kaphatta.
A díjazottak 300.000 Ft adóköteles jutalmat, az adományozást igazoló okiratot és emlékplakettet kaptak.
A plakett Cséry Lajos szobrászművész alkotása, amely kerek alakú, bronzból készült, átmérője 80 milliméter. A plakett kétoldalas, előlapján Teleki Blanka domború arcképét és a „Teleki Blanka-díj” feliratot ábrázolja. A plakett hátlapján babérkoszorúban „Az Esélyt Teremtő Pedagógusnak” felirat szerepel.
A díjat 2013-ban (másik 8 oktatási díjjal együtt) az erőforrás-minisztérium megszüntette, mellyel a második Orbán-kormány 30 millió forintot spórolt. A megszüntetéssel nem maradt olyan díj, amely kifejezetten a hátrányos helyzetű vagy speciális nevelési igényű diákokkal foglalkozó pedagógusok jutalmazását szolgálná.

## Díjazottak

### 2013
| Teleki Blanka-díjat ebben az évben nem adtak... |
| --- |
| - A "http://www.kormany.hu/" oldalon található információ szerint 2013. május 30-án Balog Zoltán, az emberi erőforrások minisztere Budapesten átadta a pedagógusnap alkalmából adományozható miniszteri díjakat. Ezek között a Teleki Blanka-díj nem szerepelt. |

### 2012
| Teleki Blanka-díjat kapott személyek névsora... |
| --- |
| - Balla Tibor, a tiszafüredi Fekete László Zeneiskola Alapfokú Művészetoktatási Intézmény harsona-tanára - Erősné Liptai Csilla, a salgótarjáni Madách Imre Gimnázium és Szakközépiskola Kanizsa Dorottya Egészségügyi Tagintézmény tagintézmény-vezetője - Gólya István Lászlóné, a turai Kastélykerti Óvoda óvodavezetője - Gulyás Béla, a kalocsai Dózsa György Gazdasági, Műszaki Szakközépiskola, Szakiskola és Kollégium kollégiumvezetője - Kara Istvánné, a vésztői Bartók Béla Nevelési és Általános Művelődési Központ óvodapedagógusa, munkaközösség-vezetője - Kellnerné Füzi Mária, a XIV. Kaesz Gyula Faipari Szakközépiskola és Szakiskola intézmény-vezetője - Koncz Mária, a XII. kerületi Városmajori Gimnázium és Kós Károly Általános Iskola gyermek- és ifjúságvédelmi felelőse - Locsmándi Alajos, a XIII. kerületi PRIZMA Általános Iskola és Óvoda Egységes Gyógypedagógiai Módszertani Intézmény igazgatója, gyógypedagógus - Magvasi Ágnes, a pécsi Megyervárosi Iskola Illyés Gyula Általános Iskola nyugalmazott címzetes igazgatója - Mihókné Pluhár Teréz, a székesfehérvári Tolnai Utcai Általános Iskola igazgatója - Pántya Imre Zoltánné, a zsadányi ÁMK Napközi Otthonos Óvodája óvodapedagógusa - Rapcsák Sándorné, a Bajai Közoktatási Intézmény és Gyermekotthon lakásotthon vezetője, gyógypedagógus - Szabó Borbála, a XIII. kerületi PRIZMA Általános Iskola és Óvoda, Egységes Gyógypedagógiai Módszertani Intézmény tagozatvezetője, munkaközösség vezetője - Szenderák Erzsébet, az ózdi Árpád Vezér ÁMK tanítója - Tollárné Angyal Erika, a VIII. kerületi Bárczi Gusztáv Óvoda, Általános Iskola és Készségfejlesztő Speciális Szakiskola gyógypedagógusa |

### 2011
| Teleki Blanka-díjat kapott személyek névsora... |
| --- |
| - Banadics Mártonné, a Somogy Megyei Önkormányzat Dél-balatoni Kollégiumának Aranypart Kollégiuma nevelőtanára - Barták Lászlóné, a miskolci Reményi Utcai Tagóvoda óvodapedagógusa - Benda János, az esztergomi Kőrösi László Középiskolai Kollégium igazgatója - Borbásné Szabó Erika, a mátészalkai Móra Ferenc Általános Iskola és Készségfejlesztő Speciális Előkészítő Szakiskola igazgatója - Fülöp Péterné, az ózdi Bem Úti Általános Iskola és Óvoda tanítója - Hámori Mária, a XII. kerületi Hegyvidéki Mesevár Óvoda, Játszóház óvodavezetője - Hegelsberger Ferencné, a dunaújvárosi 27. Számú Óvoda vezetője - Homor Istvánné, a XV. kerületi Hubay Jenő Alapfokú Művészetoktatási Intézmény és Pedagógiai Szakszolgálat zongoratanára - Koltay Árpád, a kőszegi Evangélikus Mezőgazdasági, Kereskedelmi, Informatikai Szakképző Iskola és Kollégium kollégiumvezetője - Nyíri Károlyné, a vésztői Bartók Béla Nevelési Központ Szabó Pál Általános Iskolája tanára munkaközösség-vezetője - Pölöskei Miklósné, a lovászpatonai Bánki Donát Általános Iskola és Óvoda tanára - Puskáné Murányi Gabriella, az ózdi Alkotmány Úti Óvoda vezetője - Scherer Aranka, a XXI. kerületi Mátyás Király Általános Iskola tanítója - Smajda Istvánné, az Olaszliszkai Óvoda vezetője - Valiskó Jánosné, a parádi Fáy András Általános Iskola és Alapfokú Művészetoktatási Intézmény igazgató-helyettese |

### 2010
| Teleki Blanka-díjat kapott személyek névsora... |
| --- |
| - Acsay Judit, az érdi Széchenyi István Általános Iskola tanítója - Ballai Oszkárné, a VIII. kerületi Deák Diák Általános Iskola tanítója, gyermekvédelmi felelőse - Balázs Sándorné, a sárszentmiklósi Általános Iskola tanára - Bényei Illésné, a pócspetri Királyfalvi Miklós Általános Iskola nyugalmazott tanára - Csige Józsefné, a létavértesi Arany János Általános Iskola volt intézményvezetője - Csonkáné Lakatos Klára, a Hosszupályi Nemzetiségi Óvoda óvodapedagógusa - Dohány András, a XII. kerületi Németvölgyi Általános Iskola igazgatója - Dombi Gyöngyi, a geszti Arany János Általános Iskola igazgatója - Ducsai Tiborné, a tiszalúci Arany János Általános Iskola tanára - Eőry Katalin, a csepeli Móra Ferenc Általános Iskola igazgató-helyettese - Erdős Istvánné, a Nógrád Megyei Pedagógiai Intézet Tanulási Képességet Vizsgáló Szakértői Bizottság pedagógiai szakpszichológusa - Fábiánné Gyimesi Lívia Andrea, a pilismaróti Bozóky Mihály Általános Iskola igazgatója - Fazekas Éva, a Komárom-Esztergom Megyei Önkormányzat Óvodája, Általános Iskolája, Speciális Szakiskolája, Diákotthona és Gyermekotthona utógondozója - Fellner Ferenc, a Fejér Megyei Önkormányzat Óvodája, Általános Iskolája, Speciális Szakiskolája, Diákotthona és Gyermekotthona tanácsos gyógypedagógusa - Fodor Mihályné, a VIII. kerületi Bárczi Gusztáv Óvoda, Általános Iskola és Készségfejlesztő Speciális Szakiskola gyógypedagógusa - Fogarasiné Kiss Zsuzsanna, a VIII. kerületi Szivárvány Óvoda óvodapedagógusa - Földváriné Simon Ilona, a Karcagi Nagykun Református Általános Iskola tanára - Gálné Molnár Klára, a XIII. kerületi Pannonia Általános Iskola tanára, gyermekvédelmi felelős - Gógné Farsang Márta, a csongrádi Fő Utcai Platánfa Óvoda óvodapedagógusa - Göőz István Ignácné, a pátrohai Móricz Zsigmond Általános Iskola tanára, munkaközösség-vezető - Gulyás Sándorné, a csepeli Kerek Világ Óvoda óvodapedagógusa - Györök Ágnes, a Fejér Megyei Önkormányzat Kossuth Zsuzsanna Általános Iskolája, Speciális Szakiskolája és Egységes Gyógypedagógiai Módszertani Intézménye igazgatója - Hegyi-Szabó Ildikó Katalin, az ELTE Idegen Nyelvi Továbbképző Központ tanára - Dr. Hering Andrásné, újpesti nyugalmazott óvodapedagógiai tanácsadó, gyermekvédelmi szakértő - Horváth Henriett, a szolnoki Városi Kollégium nevelőtanára - Hublik Ildikó, a II. kerületi Than Károly Ökoiskola, Gimnázium, Szakközépiskola és Szakiskola igazgató-helyettese - Hurták Gábor, a XIII. kerületi Gárdonyi Géza általános Iskola tanára - Jenei Andrea, a XIII. kerületi PRIZMA Általános Iskola és Óvoda, Egységes Gyógypedagógiai Módszertani Intézmény gyógypedagógusa, logopédus, utazó gyógypedagógus, szakszolgálati koordinátor - Juhász Istvánné, a mátyásdombi Eszterlánc Napközi Otthonos Egységes Óvoda-Bölcsőde vezető óvodapedagógusa - Juhászné Völcsek Mária, az Ózd-Sajóvárkonyi ÁMK Óvoda vezetője - Juranovics Ferencné, a táci Százszorszép Óvoda vezetője - Keplerné Horváth Annamária, a XIV. kerületi József Attila Általános Iskola tanítója, alsós munkaközösség-vezető - Dr. Kissné Nagy Éva, a szolnoki Varga Katalin Gimnázium tanára - Kocska Ágnes, az ózdi Bem Úti Általános Iskola és Óvoda intézményvezetője - Kovács Ilona, az újpesti Erzsébet Úti Általános Iskola gyógypedagógusa, fejlesztő pedagógus - Kovács Mártonné, a kiskörei Vásárhelyi Pál Általános Iskola és Tarnaszentmiklósi Tagiskola tanítója - Kőpatakiné Mészáros Mária, az Oktatáskutató és Fejlesztő Intézet tudományos munkatársa - Kulcsárné G. Ibolya, a kaposvári II. Rákóczi Ferenc Tagiskola igazgatója - Kurják Jánosné, a pécsi Keleti Városrész Óvoda vezető óvodapedagógusa - Lakatos Antalné, a veszprémi Hársfa Tagóvoda vezetője - Lázárné Nagy Margit Katalin, a vésztői Bartók Béla Nevelési Központ Szabó Pál Általános Iskolája tanítója, fejlesztő pedagógus - Lencsés Tamásné, a dömösi Napköziotthonos Óvoda fejlesztő óvodapedagógusa - Majtényi Edit, a Nyírbátori Bölcsőde, Óvoda, Általános Iskola és Alapfokú Oktatási Intézmény, Édesanyák úti Egysége tanítója - Malik Andrásné, a sarudi Általános Művelődési Központ megbízott igazgatója - Matovics Mihályné, a vajszlói Kodolányi János Általános Iskola, Szakiskola és Óvoda intézményvezetője - Mátyás Jánosné, a XV. kerületi Hubay Jenő Alapfokú Művészetoktatási Intézmény és Pedagógiai Szakkönyvtár tanára - Megyeriné Simon Zsuzsanna, a Mindszentgodisai Általános Iskola tanítója - Molnár Gáborné, a nyírbátori Báthory István Gimnázium tanára - Molnár Istvánné, a vépi Hatos Ferenc Általános Iskola és Alapfokú Művészetoktatási Intézmény igazgatója - Molnárné Nagy Mária, a verpeléti Gyöngyszem Óvoda vezetője - Müller István Zoltán, a bajai Közoktatási Intézmény és Gyermekotthon igazgatója, a Speciális Szakiskolák Országos Egyesülete elnöke - Nagy Ferenc, nyugalmazott tanár, az Eötvös József Cigány-Magyar Pedagógiai Társaság főtitkára - Nagy Gabriella, a III. kerületi Szent Miklós Általános Iskola, Diákotthon és Gyermekotthon gyógypedagógusa - Nagyné Szabó Lenke, a komáromi Feszty Árpád Általános Iskola tanítója - Nógrádi Józsefné, a VIII. kerületi Deák Diák Általános Iskola tanítója, az alsós munkaközösség vezetője - Nyári László, kapuvári nyugalmazott tanár - Nyári László Csaba, a XIII. kerületi Csata Utcai Általános Iskola tanítója - Ódor Lászlóné, a telekesi Óvoda óvodapedagógusa - Papp Jánosné, az ópályi Jókai Mór Általános Művelődési Központ Óvodája intézményegység-vezetője - Papp Teréz, a szentbalázsi Körzeti Általános Iskola és Napközi Otthonos Óvoda igazgató-helyettese - Pelyák János Istvánné, a Szabolcs-Szatmár-Bereg Megyei Önkormányzat Gyermekvédelmi Központja szociálpedagógusa, lakásotthon vezető - Pethes Zoltán, a Szárligeti Általános Iskola igazgatója - Petréné Kormos Ágota, a Bátonyterenye Kistérségi Iskola Madách Imre Általános Iskolai Tagintézménye tagintézményvezető-helyettese - Pfiszter Károlyné, a Soroksári Egységes Pedagógiai Szakszolgálat és Pedagógiai Szakmai Szolgáltató Intézmény fejlesztőpedagógus munkaközösség-vezetője, gyógypedagógus - Pintér Jánosné, a barcsi Szivárvány Egységes Gyógypedagógiai Módszertani Intézmény gyógypedagógusa, logopédus - Rák Miklósné, a sárospataki Mese Óvoda és Bölcsőde óvodapedagógusa - Ringhofer Ervin, a XI. kerületi Táncsics Mihály Kollégium nevelőtanára, általános igazgató-helyettes - Rinyu Erika, a XIV. kerületi Meseház Óvoda Egressy Úti Tagintézménye tagintézményvezető-helyettese - Ronkai Marianna, a XIII. kerületi Dobos C. József Vendéglátóipari Szakképző Iskola általános igazgató-helyettese - Rúzsa Balázsné, a XIV. kerületi Meseház Óvoda óvodavezető-helyettese - Soltész-Nagy Ibolya Erzsébet, a karcagi Gólyafészek Otthon Jász-Nagykun-Szolnok Megyei Fogyatékosok Otthona gyógypedagógusa, vezető pedagógus - Solymosi Imréné, a nyékládházi Kossuth Lajos Általános Iskola tanára - Somody Beáta, a Józsefvárosi Lakatos Menyhért ÁMK tanára - Somogyvári Ildikó, a balassagyarmati Rózsavölgyi Márk Alapfokú Művészetoktatási Intézmény tanára - Szabó Ilona Katalin, a hencidai Általános Iskola és Napköziotthonos Óvoda igazgató-helyettese - Szabóné Harangozó Andrea, a Csongrádi Kistérség Egyesített Alapfokú Oktatási Intézménye Egységes Pedagógiai Szakszolgálat tanácsadó szakpszichológusa, gyógypedagógus-logopédus - Szabóné Pálfi Ágnes, a IX. kerületi Teleki Blanka Közgazdasági Szakközépiskola pedagógiai igazgató-helyettese - Szentandrássy Béla, az ózdi Bem Úti Általános Iskola és Óvoda tanítója - Széles Istvánné, a Sajópüspöki Általános Iskola tanítója - Dr. Szépné Varga Andrea, a Somogy Megyei Önkormányzat Duráczky József Óvodája, Általános Iskolája, Egységes Gyógypedagógiai Intézménye, Diák- és Gyermekotthona igazgató-helyettese - Szolnoki Mariann, a kállósemjéni Ficánka Óvoda óvodapedagógusa - Szűcsné Boros Anna, a Csepeli Vendéglátóipari Szakközépiskola és Szakiskola tanára - Takács Henrietta, a XIII. kerületi Egyesített Óvoda Futár Tagóvoda óvodapedagógusa - Takács Ilona, az ózdi Óvoda, Általános Iskola, Speciális Szakiskola, Diákotthon és Egységes Pedagógiai Szakszolgálat gyógypedagógusa - Tamás László, a kalocsai Dózsa György Gazdasági, Műszaki Szakközépiskola, Szakiskola és Kollégium könyvtárosa - Tar Lászlóné, a ceglédi Dózsa György Kollégium nevelőtanára, munkaközösség vezető - Tibol Veronika Judit, a Nagybajomi ÁMK tanára - Tillingerné Sebestyén Erika, a VIII. kerületi Bárczi Gusztáv Óvoda, Általános Iskola és Készségfejlesztő Speciális Szakiskola gyógypedagógusa - Tóth Károly Józsefné, a hahóti Vörösmarty Mihály Általános Iskola igazgatója - Tóth Viktorné, a Szakolyi Általános Iskola nyugalmazott tanítója - Török István, a taksonyi Taksony Vezér Német Nemzetiségi Általános Iskola igazgatója - Vadasné Zengő Zsuzsanna, a csepeli Kölcsey Ferenc Általános Iskola tanára - Váradi Gabriella, a Sajóvárkonyi ÁMK igazgató-helyettese - Várdai Márta, a Pozitív Országos Szakmai Egyesület a nehezen kezelhető gyermekek megsegítésére elnöke - Dr. Váry Ágnes, a XIV. kerületi Dr. Török Béla Óvoda, Általános Iskola, Speciális Szakiskola, Egységes Gyógypedagógiai Módszertani Intézmény, Diákotthon és Gyermekotthon szakmai igazgató-helyettese - Vereckei Ágnes, a budafoki Budai Nagy Antal Gimnázium igazgatója - Veréb Jánosné, az ózdi Petőfi Sándor Általános Iskola és Óvoda tanítója - Vígh Sándorné, a XV. kerületi Hubay Jenő Alapfokú Művészetoktatási Intézmény és Pedagógiai Szakkönyvtár tanára - Zsírosné Pongor Magdolna, a létavértesi Irinyi János Általános Iskola és Városi Könyvtár nyugalmazott igazgatója - Zsombok Lajos, a lengyeltóti Fodor András Óvoda, Általános Iskola, Alapfokú Művészetoktatási Intézmény, Egységes Pedagógiai Szakszolgálat és Pedagógiai Szakmai-szolgáltató Intézmény főigazgatója |

### 2009
| Teleki Blanka-díjat kapott személyek névsora... |
| --- |
| - Andóné Angyal Mária, a Salgótarjáni Összevont Óvoda Mackóvár Központi Óvoda igazgatója - Antalné Peti Zsuzsanna, a kaposvári Duráczky József Pedagógiai Fejlesztő és Módszertani Központ általános igazgató-helyettese, gyógypedagógus - Arató János, a balassagyarmati Szondi György Szakközépiskola és Szakiskola igazgatója - Bakosné Kayser Márta, a III. kerületi Bláthy Ottó Titusz Informatikai Szakközépiskola és Gimnázium tanára - Balázs Csabáné, a Máriapócsi Általános Iskola nyugalmazott tanára - Balogh Tiborné, a II. kerületi Than Károly Gimnázium, Szakközépiskola és Szakiskola ifjúságvédelmi felelőse - Balló Zoltánné, a létavértesi Városi Napköziotthonos Önálló Óvoda vezetője - Bartyik Mihályné, a székesfehérvári Arany János Általános Iskola, Speciális Szakiskola és Egységes Gyógypedagógiai Módszertani Intézmény vezetője, gyógypedagógus - Bájer Gáborné, a sátoraljaújhelyi Deák Úti Általános Iskola, Előkészítő, Speciális Szakiskola és Egységes Pedagógiai Szakszolgálat gyógypedagógusa - Bányiczki Lászlóné, az "Eötvös József" Cigány-Magyar Pedagógiai Társaság Borsod-Abaúj-Zemplén Megyei Tagozata vezetője - Beer Ferencné, a szihalmi Közös Igazgatású Közoktatási Intézmény igazgatója - Bencsikné Kiss Edit, az orosházi Vörösmarty Mihály Tagintézmény tanára - Bencsikné Monostori Márta, a barcsi Szivárvány Egységes Gyógypedagógiai Módszertani Intézmény gyógypedagógusa - Benczéné Somogyi Éva, a dégi Általános Művelődési Központ igazgatója - Boldizsár Sándorné, a vépi Hatos Ferenc Általános Iskola és Alapfokú Művészetoktatási Intézmény igazgató-helyettese - Borbély Anikó, a XI. kerületi Öveges József Gyakorló Középiskola és Szakiskola fejlesztőpedagógusa - Brandtné Czirják Éva, a geszti Arany János Általános Iskola tanára - Czvetnics Rita, a XIII. kerületi Egyesített Óvoda Angyalkert Tagóvodája óvodapedagógusa - Dalosné Tóth Zsuzsanna, a XIV. kerületi Kós Károly Kollégium nyugalmazott nevelőtanára - Dánielné Andorkó Zsuzsanna, a hajdúböszörményi Bocskai István Általános Iskola és Városi Sportiskola 9. Sz. Általános Iskolája tagintézmény-vezetője - Dienes Béla László, a mátészalkai Széchenyi István Általános Iskola igazgató-helyettese - Ertelné Csák Judit, a kispesti Vass Lajos Általános Iskola igazgatója - Fehér Levente, a szombathelyi Kereskedelmi és Vendéglátói Szakképző Iskola és Kollégium nevelőtanára, ifjúságvédelmi felelős - Fülöp István Béláné, a gyomaendrődi Kis Bálint Általános Iskola és Óvoda vezetője - Dr. Gál András, a szerencsi Bocskai István Gimnázium és Szakközépiskola főigazgatója - Gáll József, a sárospataki Vay Miklós Szakképző Iskola igazgató-helyettese - Gárdonyi Antalné, a taksonyi Taksony Vezér Német Nemzetiségi Általános Iskola tanítója - Görög Demeterné, a nagydobosi Általános Iskola igazgatója - Grúz Jánosné, a XX. kerületi Mákvirág Óvoda óvodapedagógusa, fejlesztő pedagógus - Gyöngyösiné Szűcs Gabriella, a ligeti Óvoda Magyarszék-Liget Tagóvoda vezetője - Habodásné Karancsi Annamária, a hencidai Általános Iskola és Napközi Otthonos Óvoda tanára - Hilovszkyné Lukács Mária, az ózdi Árpád Vezér Általános Művelődési Központ igazgató-helyettese - Hornyákné Kovács Éva, a nyírbélteki Szent László Általános Iskola tanítója - Jantos Istvánné, az Orosházi Evangélikus Óvoda, Általános Iskola és Gimnázium igazgatója - Jávorka Csaba, az újpetrei Körzeti Oktatási és Nevelési Központ igazgatója - Joó Sándorné, a tassi Földváry Gábor Általános Iskola tanára - Kapcsáné Németi Júlia, az EDUCATIO Társadalmi Szolgáltató Kht. irodavezetője - Katona Józsefné, az Újpesti Pedagógiai Szolgáltató Központ nyugalmazott tanítója, tankönyvszerző - Katona László, a nyíregyházi Bárczi Gusztáv Általános Iskola, Készségfejlesztő Speciális Szakiskola, Kollégium és Pedagógiai Szakszolgálat igazgatója - Kelemen József, a salgótarjáni Illyés Gyuláné Óvoda, Általános Iskola, Speciális Szakiskola és Egységes Pedagógiai Szakszolgálat tanítója - Koncz Gyuláné, a fülöpi Általános Iskola tanára, munkaközösség-vezető - Kónyáné Farkas Hedvig, a szegedi Fekete István Általános Iskola tanítója - Krebsz Jánosné, a móri Táncsics Mihály Gimnázium tanára - Kriston Béláné, a borsodbótai Körzeti Általános Iskola igazgatója - Kun Mária, Kunhegyes Város Óvodai Intézménye Kossuth úti Óvoda óvodapedagógusa - Lakatos Mihály, a szigetszentmiklósi Cigány Kisebbségi Önkormányzat elnöke - Macsó Lenke, a XVIII. kerületi Ady Endre Utcai Általános Iskola igazgatója - Magyarné Balogh Erzsébet, a XV. kerületi Református Misszió Központ lelkész igazgatója - Malomvári Klára, a velencei Óvoda, Általános Iskola, Speciális Szakiskola, Diákotthon és Gyermekotthon igazgatója - Marton Ilona, a kakucsi Általános Iskola igazgatója - Márványkövi Ferencné, kecskeméti nyugalmazott tanár - Dr. Megyei György, keszthelyi nyugalmazott tanár - Nagy István, a Kiskőrösi Közoktatási Intézmény pedagógiai szakszolgálat vezető logopédusa, gyógypedagógus - Nagy Sándorné, a tiszaföldvári Homoki Óvoda vezetője - Nagyné Bozorádi Katalin, az Óhatvani Óvoda és Általános Iskola Kodály Zoltán Tagiskolája tanítója, nyelv- és beszédfejlesztő pedagógus - Nemesné Leiti Magdolna, a nagybajomi Kékmadár Gyermekotthon gyermekvédelmi szakértője - Németh Péter, a Veszprém Megyei Tanulási Képességet Vizsgáló Szakértői és Rehabilitációs Bizottság vezetője - Némethné Kovács Irén, a mosonmagyaróvári Kossuth Lajos Gimnázium tanára - Nikischerné Eőry Ágnes, a Soroksári Egységes Pedagógiai Szakszolgálat és Pedagógiai Szakmai Szolgáltató Intézmény pszichológusa - Nyíri Zsolt, a XI. kerületi Deák Ferenc Középiskolai Kollégium nevelőtanára - Oroszné Kosik Gabriella, a VIII. kerületi Bárczi Gusztáv Óvoda, Általános Iskola és Készségfejlesztő Speciális Szakiskola gyógypedagógusa - Pachmann Zsuzsanna, a IX. kerületi Teleki Blanka Közgazdasági Szakközépiskola tanára, munkaközösség-vezető - Pelikán István, a pécsi Zipernowsky Károly Műszaki Szakközépiskola igazgató-helyettese - Pergelné Hajlemász Ildikó, a csepeli Mátyás Király Általános Iskola tanítója - Dr. Pinkola Jánosné, a III. kerületi Óvoda, Általános Iskola, Készségfejlesztő Speciális Szakiskola, Egységes Gyógypedagógiai Módszertani Intézmény, Diákotthon és Gyermekotthon általános igazgató-helyettese - Pitlik Lászlóné, a gyöngyösi 5. számú Általános Iskola nyugalmazott tanára - Prosek Gyuláné, ózdi nyugalmazott pedagógiai tanácsadó - Radváné Jegyernik Zsuzsanna, a szekszárdi Gyermeklánc Óvoda vezetője - Simonné Mészáros Éva, a csepeli Herman Ottó Általános Iskola tanítója, szenzomotoros tréning terapeuta - Somlai István, a VIII. kerületi Bárczi Gusztáv Óvoda, Általános Iskola és Készségfejlesztő Speciális Szakiskola gyógypedagógusa - Somody Sándorné, mátraverebélyi nyugalmazott pedagógiai tanácsadó - Suti Károlyné, a magyarszéki Általános Iskola igazgató-helyettese - Szabados Péter, az ópályi Jókai Mór Általános Művelődési Központ gyógypedagógusa, munkaközösség-vezető - Szabó Károlyné, a tiszavasvári Vasvári Pál nyugalmazott igazgatója - Szallár Csabáné, a szombathelyi Kereskedelmi és Vendéglátói Szakképző Iskola és Kollégium kollégiumvezetője - Szathmáry Anna, a sajókazai Általános Iskola tanára - Szántó Jánosné, a berekböszörményi Kossuth Lajos Általános Művelődési Központ igazgatója - Szántó Lászlóné, a pétervásári Tamási Áron Általános Iskola igazgató-helyettese - Szász Lídia Dóra, a kömlődi Hegyháti Alajos Óvoda, Általános Iskola, Készségfejlesztő Speciális Szakiskola Diákotthon és Gyermekotthon gyógypedagógusa - Szász Ottó, a VI. kerületi Pesti Barnabás Élelmiszeripari, Szakképző Iskola és Gimnázium igazgatója - Dr. Szeberényi Sándorné, a szegedi Kőrösy József Közgazdasági Szakközépiskola nyugalmazott igazgató-helyettese - Szepesi Jánosné, a Tiszalúci ÁMK Arany János Általános Iskola nyugalmazott igazgatója - Székelyfalvi Gáborné, az újszászi Vörösmarty Mihály Általános Iskola gyógypedagógusa - Szivák Krisztina, a túrkevei Korda Vince Alapfokú Művészetoktatási Intézmény tanára - Szőllősiné Sipos Virág, a XIV. kerületi Dr. Török Béla Óvoda, Általános Iskola, Speciális Szakiskola, Egységes Gyógypedagógiai Módszertani Intézmény, Diákotthon és Gyermekotthon igazgatója - Toman Ilona, a martonvásári Beethoven Általános Iskola tanára - Tóth Lászlóné, a sárszentmiklósi ÁMK Általános Iskola tanítója, gyermek- és ifjúságvédelmi felelős - Tóthné Barna Júlia, a nyírbátori Bölcsőde, Óvoda, Általános Iskola és Alapfokú Oktatási Intézmény óvodai egysége vezetője - Tóthné Eszes Éva, a jánoshidai Petőfi Sándor Általános Iskolai Központ igazgatója - Turza Jánosné, a csepeli Hétszínvirág Óvoda vezetője - Urbánné Deres Judit, a XIV. kerületi Dr. Török Béla Óvoda, Általános Iskola, Speciális Szakiskola, Egységes Gyógypedagógiai Módszertani Intézmény Diákotthon és Gyermekotthon gyógypedagógusa - Vadon Mihályné, a Piricsei Általános Iskola nyugalmazott tanítója - Vantara Lászlóné, a békéscsabai Napsugár Integrált Óvoda vezetője - Varga Lászlóné, a sajóládi Fráter György Általános Iskola és Alapfokú Művészetoktatási Intézmény igazgatója - Vágány Antalné, a tápiógyörgyei Kazinczy Ferenc Általános Iskola tanítója - Vári Lászlóné, a Békési Kistérségi Általános Iskola, Alapfokú Művészeti Iskola és Egységes Pedagógiai Szakszolgálat Eötvös József Tagintézménye vezetője - Dr. Várnai Lászlóné, a kiskunhalasi Szűts József Általános Iskola igazgatója - Végh Mihályné, a sarudi Általános Művelődési Központ pedagógiai tanácsadója - Víg Györgyné, az alsózsolcai Herman Ottó Általános Iskola és Művészetoktatási Intézmény tanítója - Zsigmond Károly, a dunaharaszti II. Rákóczi Ferenc Általános Iskola igazgatója |

### 2008
| Teleki Blanka-díjat kapott személyek névsora... |
| --- |
| - Bagdi Erzsébet, a hencidai Általános Iskola és Napközi Otthonos Óvoda igazgatója - Bakóné Aradi Éva, a siklósi Táncsics Mihály Gimnázium és Szakképző Iskola igazgatója - Balogh Judit Júlia, a Ferencvárosi Komplex Óvoda, Általános Iskola és Egységes Gyógypedagógiai Módszertani Intézmény igazgató-helyettese, az autista tagozat vezetője - Báder Imréné, a csepeli Karácsony Sándor Általános Iskola tanítója - Bákai Tiborné, a tiszavasvári Kerek-perec Óvoda tagóvoda-vezetője, egészségfejlesztő mentálhigiénikus - Berecz Árpádné, a XVII. Kerületi Újlak Utcai Általános, Német Nemzetiségi és Magyar-Angol Két Tanítási Nyelvű Iskola intézményvezetője - Bihari Péter, a XIX. Kerületi Berzsenyi Dániel Általános Iskola igazgatója - Bihariné Homolya Zsuzsanna, az ózdi Apáczai Csere János Általános Iskola és Óvoda tanára - Bodnár Ilona, a VI. kerületi Pesti Barnabás Élelmiszeripari Szakképző Iskola és Gimnázium tanára - Boros Gábor, nyírbátori nyugalmazott tanár - Brahmi Ilona, a szolnoki Városi Kollégium igazgató-helyettese - Burzda Emilné, a fóti Fáy András Általános Iskola tanára - Dr. Csillei Béla, a szolnoki Dr. Hegedűs T. András Szakiskola igazgatója - Csirke József, a szolnoki Városi Kollégium nevelőtanára - Danóczi Levente, a nagykőrösi Toldi Miklós Élelmiszeripari Szakközépiskola, Szakiskola és Kollégium tagintézmény-vezetője - Dobosyné Krajcsik Erzsébet, az ózdi Bem Úti Általános Iskola és Óvoda tanítója - Duljánszki Judit, a mátyásdombi ÁMK Általános Iskolája tanára - Eisenbech István, a veszprémi Dózsa György Általános Iskola igazgatója - Enyedi Eszter, a bagamér-kokadi Óvoda, Általános és Alapfokú Művészeti Iskola tanítója - Erdős Imréné, a hajdúböszörményi Kincskereső Óvoda és Általános Iskola intézményvezetője - Fazekas Györgyné, a baktalórántházi Reguly Antal Általános Iskola és Pedagógiai Szakszolgálat gyógypedagógusa - Fila Józsefné, a IX. kerületi Szabóky Adolf Műszaki Szakközépiskola és Szakiskola igazgatója - Fogaras Csabáné, a pécsi Gandhi Közalapítványi Gimnázium és Kollégium kollégiumi nevelője, gyógypedagógus - Gacsályi Lászlóné, a szentendrei Barcsay Jenő Általános Iskola tanára - Galló Katalin, a békéscsabai Szent László Utcai Általános Iskola és Óvoda igazgatója - Gábor Dezső, a Farkaslyuki Általános Iskola tagozatvezetője - Giczy Béla, a IV. kerületi Langlet Valdemár Általános és Felnőttképző Iskola igazgatója - Gyűrűssy Attiláné, a veszprémi Ringató Körzeti Óvoda vezetője - Hepp József, a pétfürdői Horváth István Általános Iskola igazgatója - Hoppál Marianna, az Érdi Tanácsadó pedagógusa - Horváth Lászlóné, a XXIII. kerületi Fekete István Általános Iskola igazgatója - Horváth Ottóné, a miskolci Városi Pedagógiai Intézet szakmai igazgatója - Horváthné Kovács Éva, a Fővárosi Önkormányzat Béke Gyermekotthona és Általános Iskolája igazgatója - Hudoba Gyuláné, a bajnai gr. Széchenyi István Kistérségi Közös Fenntartású Általános Iskola tagintézménye tanítója - Jezerniczky Márta, a ceglédi Kistérségi Szociális Szolgáltató és Gyermekjóléti Központ tanára - Jobbágy Miklósné, a százhalombattai Kőrösi Csoma Sándor Általános Iskola tanára, gyermek- és ifjúságvédelmi felelős - Karászi Csilla, a nyírpilisi Általános Iskola és Óvoda tanítója, fejlesztő pedagógus - Karcsai Imréné, az egri Mlinkó István Egységes Gyógypedagógiai Módszertani Intézmény és Diákotthon tanára - Kaszás Zoltán, a XVI. kerületi Centenáriumi Általános Iskola és Szakiskola igazgatója - Kálnay Adél, a dunaújvárosi Petőfi Sándor Általános Iskola tanítója ifjúságvédelmi felelős - Dr. Kiss Gézáné, a XII. kerületi Általános Iskola, Speciális Szakiskola, Diákotthon és Gyermekotthon igazgató-helyettese - Kohlmayer Márta, a ceglédberceli Napsugár Óvoda vezetője - Kohn Gábor, a Scheiber Sándor Általános Iskola és Gimnázium nyugalmazott, címzetes igazgatója - Kókai Katalin, a X. kerületi Magyar Gyula Kertészeti Szakközépiskola és Szakiskola gyakorlati oktatásvezetője - Kovács Jánosné, a nyírbátori Éltes Mátyás Általános Iskola Speciális Szakiskola, Gyermekotthon, Kollégium és Pedagógiai Szakszolgálat gyógypedagógusa - Kovácsné Prágai Ilona, az abonyi Gyulai Gaál Miklós Általános Iskola tanítója, gyermekvédelmi megbízott - Kozel Tiborné, a pesterzsébeti Vörösmarty Mihály Általános Iskola és Logopédiai Intézet napközi munkaközösség vezetője - Könnyű Istvánné, a XIX. kerületi Móra Ferenc Óvoda, Általános Iskola és Egységes Gyógypedagógiai Módszertani Intézmény gyógypedagógusa - Kulcsár Sándorné, a Szerencsi Általános Iskola, Alapfokú Művészetoktatási Intézmény és Óvoda igazgatója - Kurják Jánosné, a pécsi Keleti Városrészi Óvoda vezetője - Lakéziné Szalók Ildikó, a XIV. kerületi József Attila Általános Iskola tanára - Lázár Gellértné, a nagykörű Cseresznyevirág Napköziotthonos Óvoda Tagintézmény óvodapedagógusa - Lévai Jánosné, a csongrádi Dohánysori "Kippkopp" Óvoda tagóvoda-vezetője - Lévai Károlyné, a várpalotai Képesség- és Tehetségfejlesztő Magániskola kollégiumvezetője - L. Ritók Nóra, a berettyóújfalui "Igazgyöngy" Alapfokú Művészetoktatási Intézmény alapító igazgatója - Lőrincz László, a körmendi Rázsó Imre Szakközépiskola, Szakiskola és Kollégium tanára - Marosvári Lajosné, a hajósi Gyermekvédelmi Központ Haynald Gyermekotthona nevelője, lakásotthon-vezető - Matókné Misóczki Mária, a szekszárdi Garay János Általános Iskola és Alapfokú Művészetoktatási Intézmény igazgatója - Máténé Piros Viola, a soroksári Török Flóris Általános Iskola tanítója - Mátrai Mária Márta, a Körös-szögi Kistérségi Többcélú Társaság Egységes Pedagógiai Szakszolgálat gyógypedagógusa, fejlesztő-terapeuta - Mátyási Sándor, a martonvásári Általános Iskola Készségfejlesztő Speciális Szakiskola és Diákotthon gyógypedagógusa - Meló Jánosné, a Csongrádi Kistérségi Egyesített Alapfokú Oktatási Intézmény, Egységes Pedagógiai Szakszolgálat gyógypedagógus-tiflopedagógus, kora fejlesztő - Mészárosné Fodor Éva, a Kerecsend-Demjén-Egerszalók-Egerszólát Napközi-otthonos Óvoda óvodavezető-helyettese, - Dr. Mihály Ottó, a Miskolci Egyetem Neveléstudományi Tanszéke vezetője - Molnárné Dóczi Mária, a dunaújvárosi Kereskedelmi és Vendéglátóipari Szakközépiskola és Szakiskola igazgatója - Nagy József, a balmazújvárosi Központi és Petőfi Sándor Kistérségi Általános Iskola és Kollégium kollégiumi tanácsosa - Nagy Levente, a szolnoki Egészségügyi és Szociális Szakiskola és Szakközépiskola és Alternatív Gimnázium igazgatója - Nagy Sándorné, a Ráckevei Szivárvány Óvoda vezetője - Nemes András, a nyíregyházi Sipkay Barna Oktatásszervező Kft. Igazgatója - Németh Ferencné, az oroszlányi Főváros Önkormányzatának Gyermekotthona és Általános Iskolája igazgató-helyettese - Némethné Bánszky Katalin, a XII. kerületi Fekete István Általános Iskola és Előkészítő Szakiskola gyógypedagógusa - Ősz György, az Ácsi Jókai Mór Általános Iskola tanára - Paróczai Csaba, a salgótarjáni Cogito Általános Művelődési Központ igazgatója - Pálfalvi Ilona, a csepeli Fodor József Szakképző Iskola és Gimnázium tanára, ifjúságvédelmi felelős - Pálnokné Pozsonyi Márta, a tiszaújvárosi Általános Iskola, Alapfokú Művészetoktatási és Pedagógiai-Szakmai Szolgáltató Intézmény igazgatója - Pócsik József, a várpalotai Bartos Sándor Óvoda Általános Iskola és Előkészítő Szakiskola igazgatója - Porpáczy Etelka, a pécsi Pollack Mihály Műszaki Szakközépiskola, Szakiskola és Kollégium gyermek- és ifjúságvédelmi felelőse - Rozipál György, a kisvárdai II. Rákóczi Ferenc Szakközép- és Szakiskola igazgatója - Ruttkay Leventéné, a VIII. kerületi Bárczi Gusztáv Óvoda, Általános Iskola és Készségfejlesztő Speciális Szakiskola gyógypedagógusa - Dr. Sasváriné Tamás Terézia, a nyíregyházi Kertvárosi Általános Iskola igazgató-helyettese - Stocker Tiborné, a Mozgássérültek Pető András Nevelőképző és Nevelőintézete intézményegység vezetője - Svéda István, az ópályi Jókai Mór Általános Művelődési Központ igazgatója - Szántó Tiborné, a Csepeli Önkormányzat Erdei Óvodák Repkény utcai Tagóvodája vezetője - Szilágyi Jánosné, a IX. kerületi Szily Kálmán Kéttannyelvű Műszaki Középiskola, Szakiskola és Kollégium tanára - Szin Jánosné, a Hunyadi János Orosházi Egységes Módszertani Intézmény tanára - Szoboszlainé Mile Anikó, a székesfehérvári Arany János Általános Iskola, Speciális Szakiskola és Egységes Gyógypedagógiai Intézmény intézményegység-vezetője - Szőke Sándorné, a Mezőgyáni Általános Iskola és Könyvtár tanítója, gyermek- és ifjúságvédelmi felelős - Szűsz János, a söjtöri Deák Ferenc Általános Iskola és Napközi Otthonos Óvoda igazgató-helyettese - Tóth Ernőné, a nyíregyházi Göllesz Viktor Speciális Szakiskola és Általános Iskola igazgató-helyettese - Tóth Piroska, a XIV. kerületi Építőipari és Díszítőművészeti Szakképző Iskola tanára - Trencsényiné Buzás Klára, a gyöngyösi Egressy Béni Általános Iskola tanára - Türke Beáta, a Gólyafészek Otthon, Jász-Nagykun-Szolnok Megyei karcagi Fogyatékosok Otthona fejlesztő pedagógusa - Urbánné Vajda Katalin, a gyáli Városi Általános Iskola gyógypedagógusa - Vass Jánosné, a mezőtúri Teleki Blanka Gimnázium, Szakközépiskola, Szakiskola és Kollégium tanára - Vincze Erzsébet, a pesterzsébeti Zrínyi Miklós Általános Iskola tanára - Vörös István, a Tárkány-Ete Közös Fenntartású Általános Iskola és Óvoda tanítója - Vulavity Katalin, a VIII. kerületi Jókai Mór Általános Iskola tanítója - Wagnerné Szabó Erzsébet, a XV. kerületi Károly Róbert Kereskedelmi Szakközépiskola, Általános Iskola és Óvoda gyermekvédelmi felelőse - Wawra János, a pécsi Budai Városkapu Óvoda, Általános Iskola, Szakiskola, Speciális Szakiskola és Alapfokú Művészetoktatási Intézmény igazgatója - Wellisch Katalin, a pécsi Városközponti Óvoda, Általános Iskola és Alapfokú Művészetoktatási Intézmény tanára |